# Xavier Pericay i Hosta
Xavier Pericay i Hosta (català: Xavier Pericay Hosta)  (Barcelona, 1956) és un filòleg, periodista i polític català.

## Biografia
Xavier Pericay és fill de Pere Pericay i de Concepció Hosta, ambdós originaris del nord-est de Catalunya. El seu avi matern Alfons Hosta Bellpuig que va ésser metge municipal de Girona i president a la província d'Acció Popular Catalana (integrada, amb la CEDA, al Front Català d'Ordre), fou assassinat durant la Guerra Civil espanyola per les seves idees polítiques el novembre del 1936, per un comitè d'anarquistes d'Orriols.
Després d'iniciar-se al món de la poesia, es va llicenciar en Filologia catalana per la Universitat de Barcelona.
De 1987 a 1990 fou editor-corrector del Diari de Barcelona. Després d'aquesta experiència fou professor de periodisme a la Universitat Autònoma de Barcelona i després a la Universitat Ramon Llull. Des del 2000 escriu regularment al diari ABC de Madrid.
El 2005 signà el manifest de la plataforma Ciutadans de Catalunya, l'embrió del partit Ciutadans - Partit de la Ciutadania. També ha col·laborat amb la fundació FAES, propera al Partit Popular espanyol. Fou elegit diputat per Mallorca a les eleccions al Parlament de les Illes Balears de 2015 com a cap de llista de C's.
El juliol de 2019 va dimitir de tots els seus càrrecs a Ciutadans, al·legant motius personals.

## Obra
Ha escrit dos llibres amb Ferran Toutain: Verinosa llengua i El malentès del noucentisme. Ha traduït al català Stendhal, Gide i Balzac, i Josep Pla al castellà.
Pericay és un dels màxims especialistes en la vida i l'obra de l'escriptor Josep Pla. A més de traduir diversos llibres seus, ha editat les cròniques de Pla agrupades en el volum La Segunda República española.

### En català
- La terminal del goig (1976, ISBN 978-84-400-9910-5)
- L'altra cara de la llengua (1987, ISBN 978-84-7596-130-9)
- Verinosa llengua (1988, ISBN 978-84-7596-076-0)
- El malentés del noucentisme (1996, ISBN 978-84-8256-352-7)
- Filologia catalana: memòries d'un dissident (ISBN 978-84-664-0826-4)

### En castellà
- Progresa adecuadamente: educación y lengua en la Cataluña del siglo XXI (2007, ISBN 978-84-935518-0-3)